# Ghàlib (nom)
Ghàlib és un nom masculí àrab (àrab: غالب, Ḡālib) que literalment significa ‘victoriós', ‘vencedor’, ‘triomfador’. Si bé Ghàlib és la transcripció normativa en català del nom en àrab clàssic, també se'l pot trobar transcrit Ghalib o Ghalib. Precedit de l'article, al-Ghàlib (الغالب, al-Ḡālib, ‘el Vencedor’) és un làqab o títol emprat per diversos governants musulmans.
Aquest nom també el duen musulmans no arabòfons que l'han adaptat a les característiques fòniques i gràfiques de la seva llengua: albanès: Galip; àzeri: Qalib; bosnià: Galib; català medieval: Gàlip; indonesi: Ghalib; kazakh: Галиб; kurd: Galîp; somali: Qaalib; turc: Galip.
Vegeu aquí personatges i llocs que duen aquest nom.